# Рајковић
Рајковић је насеље у Србији у општини Мионица у Колубарском округу. Према попису из 2022. било је 259 становника.
Овде се налази ОШ „Војвода Живојин Мишић” Рајковић.

## Демографија
У насељу Рајковић живи 291 пунолетни становник, а просечна старост становништва износи 45,9 година (44,1 код мушкараца и 47,7 код жена). У насељу има 119 домаћинстава, а просечан број чланова по домаћинству је 2,94.
Ово насеље је великим делом насељено Србима (према попису из 2002. године), а у последња три пописа, примећен је пад у броју становника.
|  |

| Демографија | Демографија | Демографија |
| Година      | Становника  | Становника  |
| ----------- | ----------- | ----------- |
| 1948.       | 747         |             |
| 1953.       | 735         |             |
| 1961.       | 694         |             |
| 1971.       | 599         |             |
| 1981.       | 508         |             |
| 1991.       | 429         | 423         |
| 2002.       | 350         | 358         |

| Етнички састав према попису из 2002.‍ | Етнички састав према попису из 2002.‍ | Етнички састав према попису из 2002.‍ | Етнички састав према попису из 2002.‍ | Етнички састав према попису из 2002.‍ |
| ------------------------------------ | ------------------------------------ | ------------------------------------ | ------------------------------------ | ------------------------------------ |
|                                      |                                      |                                      |                                      |                                      |
| Срби                                 | Срби                                 |                                      | 345                                  | 98,57%                               |
| непознато                            | непознато                            |                                      | 5                                    | 1,42%                                |

| Година пописа     | 1948. | 1953. | 1961. | 1971. | 1981. | 1991. | 2002. |
| ----------------- | ----- | ----- | ----- | ----- | ----- | ----- | ----- |
| Број домаћинстава | 146   | 156   | 168   | 154   | 151   | 142   | 119   |

| Број чланова      | 1  | 2  | 3  | 4 | 5  | 6 | 7 | 8 | 9 | 10 и више | Просек |
| ----------------- | -- | -- | -- | - | -- | - | - | - | - | --------- | ------ |
| Број домаћинстава | 33 | 37 | 13 | 4 | 17 | 8 | 4 | 2 | 0 | 1         | 2,94   |

| Пол    | Укупно | Неожењен/Неудата | Ожењен/Удата | Удовац/Удовица | Разведен/Разведена | Непознато |
| ------ | ------ | ---------------- | ------------ | -------------- | ------------------ | --------- |
| Мушки  | 151    | 34               | 102          | 12             | 2                  | 1         |
| Женски | 147    | 11               | 92           | 43             | 0                  | 1         |
| УКУПНО | 298    | 45               | 194          | 55             | 2                  | 2         |

| Пол    | Укупно                    | Пољопривреда, лов и шумарство | Рибарство                            | Вађење руде и камена | Прерађивачка индустрија       |
| ------ | ------------------------- | ----------------------------- | ------------------------------------ | -------------------- | ----------------------------- |
| Мушки  | 103                       | 79                            | 0                                    | 0                    | 12                            |
| Женски | 58                        | 43                            | 0                                    | 0                    | 4                             |
| УКУПНО | 161                       | 122                           | 0                                    | 0                    | 16                            |
| Пол    | Производња и снабдевање   | Грађевинарство                | Трговина                             | Хотели и ресторани   | Саобраћај, складиштење и везе |
| Мушки  | 0                         | 1                             | 1                                    | 1                    | 7                             |
| Женски | 0                         | 0                             | 3                                    | 1                    | 1                             |
| УКУПНО | 0                         | 1                             | 4                                    | 2                    | 8                             |
| Пол    | Финансијско посредовање   | Некретнине                    | Државна управа и одбрана             | Образовање           | Здравствени и социјални рад   |
| Мушки  | 0                         | 0                             | 1                                    | 1                    | 0                             |
| Женски | 0                         | 0                             | 0                                    | 2                    | 3                             |
| УКУПНО | 0                         | 0                             | 1                                    | 3                    | 3                             |
| Пол    | Остале услужне активности | Приватна домаћинства          | Екстериторијалне организације и тела | Непознато            | Непознато                     |
| Мушки  | 0                         | 0                             | 0                                    | 0                    | 0                             |
| Женски | 1                         | 0                             | 0                                    | 0                    | 0                             |
| УКУПНО | 1                         | 0                             | 0                                    | 0                    | 0                             |

## Галерија
- Рајковић - панорама
- Рајковић - панорама
- Рајковић - панорама
- Рајковић - панорама
- Рајковић - панорама
- Рајковић - панорама